# Baslieux-sous-Châtillon
Baslieux-sous-Châtillon é uma comuna francesa na região administrativa do Grande Leste, no departamento de Marne. Estende-se por uma área de 5.88 km², e possui 185 habitantes, segundo o censo de 2018, com uma densidade de 31 hab/km².